# Dancing at Lughnasa
Dancing at Lughnasa es una película dramática de época irlandesa, británica y estadounidense de 1998 adaptada de la obra de Brian Friel de 1990 Dancing at Lughnasa, dirigida por Pat O'Connor.
La película compitió en el Festival Internacional de Cine de Venecia de 1998. Ganó un premio de cine y televisión irlandés al mejor actor en un papel femenino por Brid Brennan. También estuvo nominada a otros 6 premios, incluido el Premio de Cine y Televisión Irlandés a la Mejor Película y el Premio a la Mejor Actriz para Meryl Streep.

## Reparto
- Meryl Streep como Kate Mundy
- Michael Gambon como el Padre Jack Mundy
- Catherine McCormack como Christina Mundy
- Kathy Burke como Maggie Mundy
- Sophie Thompson como Rose Mundy
- Bríd Brennan como Agnes Mundy
- Rhys Ifans como Gerry Evans
- Darrell Johnston como Michael Mundy
- Lorcan Cranitch como Danny Bradley
- Peter Gowen como Austin Morgan
- Dawn Bradfield como Sophie McLoughlin
- Marie Mullen como Vera McLoughlin
- John Kavanagh como el Padre Carlin
- Kate O'Toole como Química

## Estreno
La película fue estrenada en Irlanda el 25 de septiembre de 1998, en Estados Unidos el 13 de noviembre de 1998 y en el Reino Unido el 4 de diciembre de 1998.

## Recepción
Aunque la película recibió críticas promedio (60% en Rotten Tomatoes con base en 35 reseñas), la mayoría de los críticos elogiaron las actuaciones de todo el elenco. Janet Maslin, crítica del New York Times dijo que "Meryl Streep ha hecho muchos grandes gestos actorales en su carrera, pero la forma en que simplemente mira por una ventana en Dancing at Lughnasa es una de las mejores. Todo lo que el espectador necesita saber sobre Kate Mundy, la mujer que interpreta aquí, está escrito en ese rostro remilgado y solitario y en su mirada atónita". Peter Travis, de la revista Rolling Stone, escribió que "un elenco luminoso revela sentimientos largamente enterrados. Meryl Streep encuentra el alma expansiva detrás de la remilgada maestra de escuela Kate. Y a ella la igualan la obscena Maggie de Kathy Burke, la reservada Agnes de Brid Brennan, la lenta Sophie Thompson La ingeniosa Rose y la audaz Christina de Catherine McCormack, que nunca se casó con el padre de su hijo".